# 马蒂·卡鲁马
马蒂·卡鲁马（芬蘭語：Matti Karumaa，1924年11月25日—1993年5月31日），芬兰男子冰球运动员，场上位置是前锋。他曾代表芬兰国家队参加1952年冬季奥林匹克运动会冰球比赛，获得第7名。